# Godina tri cara
Godina tri cara (njem. Dreikaiserjahr) odnosi si se na godinu 1888. kada su tri cara vladala Njemačkom (Njemačkim Carstvom).
9. ožujka 1888., Vilim I., prvi njemački car umire. Iste godine zamijenio ga je njegov sin Fridrik III. Međutim bilo je već poznato da Fridrik III. boluje od raka, te je umro 15. lipnja, samo nakon 99 dana vladavine. Njega je zamijenio njegov sin Vilim II., tj. unuk Vilima I., koji je vladao Njemačkim Carstvom sve do njegovog raspada 9. studenog 1918.
- Vilim I.
- Fridrik III.
- Vilim II.

Njemački školarci pamte ovu godinu uz pomoć jednostavne mnemoničke izreke drei Achten, drei Kaiser, što bi u prijevodu značilo tri osmice, tri cara.

## Vanjske poveznice
- Preußen-Chronik des RBB  Arhivirana inačica izvorne stranice od 27. rujna 2007. (Wayback Machine)